# DMC Festival
DMC超级盛典(DMC Festival)是MBC（韩国文化广播公司）在首尔上岩文化广场一带举行的大型庆典活动。30多年一直在汝矣岛的MBC电视台于2014年9月把新总部设在上岩洞数码媒体城（DMC），开启了上岩时代。为了宣传“融合媒体与娱乐（Media & Entertainment）”的地区—数码媒体城(Digital Media City)，并创造数码环境与人文气息共存的文化氛围，电视台充分利用大众熟知的电视广播与音乐内容，进行了丰富的活动。

## 活動說明
具有代表性的活动就是自2015年起在上岩文化广场开启的DMC超级盛典(DMC Festival)，是一个独创的文化庆典与活动平台。比起只局限在现场参与的大部分国际庆典，DMC超级盛典(DMC Festival)具备一大特点，即每天举行的表演都通过电视转播或直播，确保表演质量，还通过在线播放、电视播放、OTT,VOD,短视频等多种形式进行传播，备受外国年轻人喜爱，逐渐发展成为超越国界的庆典。DMC Festival每年在韩国天气最好的秋季（10月初）举行，活动时间大约为8 - 10天。直到90年代初还是垃圾填埋场的首尔麻浦区上岩洞被规划为生态公园、建设了奥林匹克竞赛场、以及高新产业园区—DMC地区，考虑到这个特征与意义，超级盛典扩散到上岩洞一带，还邀请了国内外的友人参与，致力于发展成为代表韩国的国际化地区庆典。庆典的主要舞台就是上岩文化广场，能容纳3000-4000人，是一个非常理想的户外演出场地。而且还以数码城市为背景，形成了独一无二的城市庆典风景，将逐渐发展成新的旅游景点。

## 2015 DMC超級盛典
第一届DMC超级盛典(DMC Festival)于2015年9月5日至13日，在位于首尔DMC（数码媒体城）地区的上岩文化广场(SangAm Culture Plaza)与周边一带举行。
2015DMC超级盛典包括由EXO和少女时代等超人气K-POP明星出演的9个大型演出、电视剧颁奖典礼、以及40多组新人歌手参加的展演、街头庆典、交流会等丰富多采的节目，吸引了30万名左右的访客。
庆典包括《K-POP超级演唱会》、《我是歌手传奇特辑》、《大家的选择！蒙面歌王》、《都市交响乐》等别具特色的表演，以及全球最早的电视剧颁奖典礼《2015首尔国际电视节》，全球音乐市场《亚洲音乐互联网》（A.M.N）等活动。

## 2016 DMC超級盛典
第二届2016DMC超级盛典于2016年10月1日至11日举行，活动期间共有816名（259组）韩国内外的著名歌手、演员、艺人参加各种演出、颁奖典礼、展演、交流会等等。
在上岩文化广场(SangAm Culture Plaza)户外特设舞台与室内摄影棚举行了许多活动，如顶级K-POP歌手参加的《声动韩国演唱会》(K.M.W)、《亚太明星颁奖典礼》（APAN Star Awards）、《亚洲音乐互联网BIG演唱会》 、《首尔市立交响乐团秋日幻想曲》等大型表演，以及由71组著名歌手参加的展演等。
在2016年庆典期间，同时举办了大小型演出与街头庆典、尖端电视技术体验场、明星个人展、韩国VR庆典(KVRF)等，共吸引了来自国内外50万名访客，
通过线上线下播放、网页、SNS等，累计点击数达1.81亿次，比去年更受瞩目，已成为国际性的文化活动。
今年不过迎来第二届的DMC超级盛典已成功吸引了来自五湖四海的海外游客，尤其是来自日本、中国、台湾、泰国、马来西亚等亚洲国家的年轻人都纷纷来到现场，
还有许多欧洲和南美洲的粉丝来现场观看表演。
在DMC超级盛典(DMC Festival)期间，每天举行不同类型的表演活动，邀请韩国与国外歌手上台表演；还有许多新人举行的展演活动；
表演场附近还为游客准备了各种人气节目的体验设施、AR与VR体验场、分享/图书/跳蚤市场、著名艺人的美术作品展等等。

## 2017 DMC超級盛典
原定於2017年9月16日 - 24日舉辦的2017DMC超級盛典，因罷工緣故今年的活動將取消舉辦。取消聲明（页面存档备份，存于）